# Ștefan Petrescu
Ștefan Petrescu (ur. 1 lipca 1931 w Rymniku, zm. w 1993) – rumuński strzelec sportowy, mistrz olimpijski, medalista mistrzostw świata.
Specjalizował się w pistolecie szybkostrzelnym z 25 m. Brał udział w igrzyskach w 1956 i 1960. W Melbourne został mistrzem olimpijskim (wynikiem 587 pkt. ustanowił także nowy rekord olimpijski). Cztery lata później z wynikiem o dwa punkty gorszym uplasował się na piątym miejscu.
Jego kolejnym największym indywidualnym osiągnięciem w karierze było zdobycie brązowego medalu na MŚ w Moskwie (1958).